# Smileuma plagifracta
Smileuma plagifracta là một loài bướm đêm trong họ Geometridae.